# João Xavier
João Xavier (Conhecido também como JOX) é arquiteto, fotógrafo e artista plástico brasileiro.
Cursou arquitetura na FAU (Faculdade de Arquitetura e Urbanismo) da Universidade de São Paulo, onde foi professor assistente de Desenho Artístico (1963), Desenho Industrial (1964) e de Comunicação Visual (1965 a 1974). Fez curso de metadesign com Van Onck (1968), Teoria da Informação com E.R. Carvalho Mange (1966) e Comunicação de Massa com Umberto Eco (1968).

## Biografia

### Arquitetura
Destaque para a Igreja do Colégio Santo Américo no Morumbi, em São Paulo; o edifício de cursos da FUNDAP - Fundação para o Desenvolvimento Administrativo (1980) e o Edifício para o Sedes Sapientiae (1975).

### Artes plásticas
Desde 1968 é também artista plástico e participa de exposições coletivas como a do Museu de Arte Moderna do Rio de Janeiro (1968), e a do Museu da Imagem e do Som de São Paulo (1979). Sua primeira exposição individual aconteceu em 1978, na Galeria Itaú, em São Paulo, ainda expôs individualmente na Galeria Artespaço em Recife (1982), no Paço das Artes em São Paulo (1983) e na Biblioteca Alceu Amoroso Lima (2002),  em São Paulo.

## Prêmios
- Primeiro lugar nos concursos do Paço Municipal de Osasco (1991) e o do edifício administrativo da Universidade Federal de Uberlândia (1998).